# Fat Pat
Patrick Lamont Hawkins (Houston, 4 de dezembro de 1970 - 3 de fevereiro de 1998), mais conhecido pelo seu nome artístico Fat Pat, foi um rapper estadunidense, membro do grupo Screwed Up Click.. Ele tinha um irmão mais velho, o rapper Big Hawk, assassinado em 2006. Obteve um sucesso com o álbum "Ghetto Dreams" e o single "Tops Drop". Na noite de 3 de fevereiro de 1998, Fat Pat teve seu apartamento invadido e foi assassinado.

## Álbuns
- 1998: Ghetto Dreams
- 1998: Throwed in da Game
- 2001: Fat Pat's Greatest Hits
- 2004: Since The Gray Tapes
- 2005: Since The Gray Tapes Vol. 2
- 2008: I Had A Ghetto Dream